# Lark Voorhies
Pour les articles homonymes, voir Voorhies.
Lark Voorhies est une actrice américaine, née le 25 mars 1974 à Nashville, Tennessee (États-Unis).

## Biographie
Lark Voorhies est principalement connue pour le rôle de « Lisa Turtle » dans la série Sauvés par le gong.

## Filmographie
- 1988 - 1989 : Bonjour,_miss_Bliss (Good Morning, Miss Bliss) (série télévisée) : Lisa Tortue ( Turtle)
- 1989 - 1993: Sauvés par le gong (TV) : Lisa Turtle
- 1995 : Des jours et des vies ("Days of Our Lives") (série télévisée) : Wendy Reardon #1 (unknown episodes, 1993-1994)
- 1994 : Sauvés par le gong : Les Années lycée (TV) : Lisa Turtle
- 1995 : Star Trek: Deep Space Nine (saison 3, épisode 13 : Survivre à tout prix ? (TV) : Leanne
- 1995 : What About Your Friends (TV) : Sabrina
- 1997 : Amour, Gloire et Beauté ("The Bold and the Beautiful") (série télévisée) : Jasmine Malone (unknown episodes, 1995-1996)
- 1997 : Le Dernier parrain ("The Last Don") (feuilleton TV) : Tiffany
- 1997 : Trop de filles, pas assez de temps (Def Jam's How to Be a Player) : Lisa
- 1999 : Mutinerie (Mutiny) (TV)
- 2001 : Fire & Ice (TV) : Holly Aimes
- 2001 : How High : Lauren
- 2002 : Black Man's Guide to Understanding Black Women : Kim
- 2002 : Civil Brand : Lil' Momma
- 2002 : Braquage au féminin ("Widows") (feuilleton TV)